# House Burning Down
Pistes de Electric Ladyland
Still Raining, Still Dreaming
(13) All Along the Watchtower
(15)
House Burning Down est une chanson de Jimi Hendrix enregistrée avec son groupe The Jimi Hendrix Experience et parue en 1968 dans l'album Electric Ladyland.

## Genèse et enregistrement
Jimi Hendrix écrit la chanson au printemps 1968 aux débuts des sessions d'enregistrement de l'album Electric Ladyland aux studios Record Plant à New York. Le guitariste a pris le temps de l'écrire soit durant les sessions au studio, soit les soirs lorsqu'il improvisait au Generation Club ou à The Scene, soit dans sa chambre louée au Warwick Hotel.
Le bassiste Noel Redding est absent de l'enregistrement de la chanson en raison de la tension croissante entre lui et Jimi. Noel considère que son rôle au sein du groupe est amoindrie, son talent d'auteur-compositeur n'est pas vraiment pris au sérieux (malgré la présence de Little Miss Strange sur l'album) et ne supporte plus les sessions à rallonge et la présence d'invités dans le studio. Il dit : « C'est difficile d'imaginer trois personnes avec aussi peu en commun. Un gars de la campagne, un lycéen de banlieue et un gosse des villes. »
La séance du 1er mai 1968 est consacrée à l’enregistrement de la piste de base, suivie par des séances d'ajouts qui se poursuivent lors des séances du 5 mai et du 10 juin suivants. Néanmoins, le mixage se révèle par la suite difficile car Hendrix veut que le son de sa guitare suggère des images bien précises : 

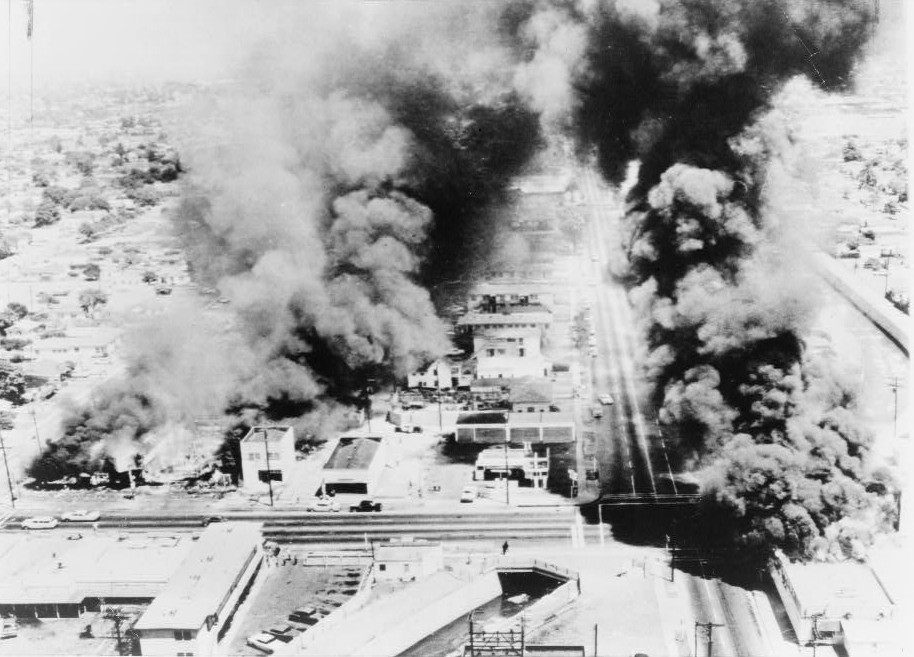
Les émeutes de Watts en août 1965 (combinées à celles suivant l'assassinat de Martin Luther King) inspirent les paroles de la chanson.

« Sur House Burning Down, on a fait ressentir la guitare comme si elle était en feu. L'impression générale est en perpétuel mouvement, et au-dessus de tout ça émerge la guitare lead. Dans l'intérêt du disque, on essaie de vous amener quelque part - aussi loin que puisse aller le disque. » Pour arriver à ses fins, le guitariste effectue avec les ingénieurs du son Eddie Kramer et Gary Kellgren trois séances de mixage les 13 juin (avec Eddie), 26 juillet (avec Gary) et le 27 août (avec Eddie). avant d'obtenir le résultat escompté.

## Analyse des paroles
Dans les paroles de la chanson, le narrateur demande à l'un de ses amis d'où vient la fumée noire, avant de décrire un monde à la dérive en train de brûler. Il est témoin d'un monde plein de violence. C'est une chanson engagé dénonçant l'escalade de violence entre les communautés noires et blanches. L'assassinat de Martin Luther King, leader pacifique de la lutte pour les droits civiques, le 4 avril 1968, a créé de nombreuses émeutes à travers le pays. Hendrix qui était à Newark le lendemain de l'assassinat a pu constater l'ampleur des émeutes et la haine des noires contre la société américaine. Le guitariste avait été touché par les émeutes de Watts entre le 11 et 17 août 1965 qu'il avait suivies dans les médias. Il comprenait la colère mais pas la destruction de leurs habitations : 

« J'en ai parlé à Jimi un jour, dans un restaurant Tin Angel, où on mangeait souvent l'après-midi. [...] Je lui ai demandé de quoi ça parlait. Il m'a raconté que cette chanson évoquait beaucoup de choses, mais surtout les émeutes de Watts. [...] Il trouvait ça fou que les gens brûlent leur propre quartier. »

— Tom Wilson, 
Se sentant concerné par cette confrontation entre les communautés, Jimi recourt à la première personne du singulier pour décrire ce champ de ruines : 
« Quand je suis arrivé sur les lieux
Les flammes poussaient un gémissement fantomatique
[...]
Alors je suis monté sur le dos de mon cheval
Et j'ai crié sans faiblesse : 
"Pourquoi as-tu brûlé la maison de ton frère ?" »
Jimi se présente en disciple de Martin Luther King : il demande à ses frères d'apprendre plus plutôt que de détruire tout, ce qui lui a valu d'être cité par la Southern Christian Leadership et critiqué par les Black Panthers.

## Structure musicale
L'introduction de la chanson est remarquable : Jimi joue avec sa guitare des phrases blues, colorées par un déphasage très présent et un delay stéréo, le tout se promenant dans la panoramique stéréo. Elle est accompagnée d'une seconde guitare rythmique qui se balade également dans la stéréo, ainsi que la basse et la batterie, en particulier les cymbales de Mitch Mitchell. Trente secondes d'introduction plus tard, Jimi joue le motif rythmique sans effet sonore pour lancer la chanson. La section rythmique est celui d'un blues rock funky construit autour d'une guitare rythmique au centre et de deux autres qui marquent les « hey » chantées en chœurs à chaque début de mesures, d'une basse R&B et d'une batterie incisive. Jimi chante le premier refrain de façon puissante, doublée et soutenue par les chœurs qui lui répondent et terminent en voix de fausset.
Le premier couplet est introduit par un break de batterie, le rythme passe du funk à pop anglaise, seule la basse de Jimi mène le rythme, les guitares rythmiques appuyant chaque temps. L'harmonie du couplet est inhabituelle de l'Experience car jouée en mode folk en mineur, pourtant bien appropriée par son auteur qui arrive à bien la bouger malgré sa rigidité. Il mêle son chant à du parlé, technique bien appropriée au texte engagé. Au terme du refrain suivant, Jimi prend un nouveau solo avec les mêmes caractéristiques que celui de l'introduction : un phrasé et une technique éblouissant, un déphasage et un delay stéréo tout en se baladant dans la panoramique. Après le second couplet semblable au premier, la chanson revient au motif principal qui est coloré par un important déphasage qui se déplace de gauche à droite avant d'aborder le dernier refrain répété trois fois. À la fin de la troisième fois, début un solo incandescent, comportant toujours le déphasage et le delay, soutenu par les chœurs soul. La chanson comporte à nouveau un important déphasage se baladant de gauche à droite.
La fin de la chanson commence vers 4:04 lors que Jimi prend seul un solo de guitare sans aucun autre instrument, dans un déluge d'effets sonores (réverbération, delay, déphasage, saturation...) modulant furieusement ses cordes avec la barre de vibrato, le son altéré par le son wah-wah. Comme l'explique Eddie Kramer : 
« Il voulait certainement que sa guitare était en feu. Et comme sa wah-wah était à mi-course afin de couper certaines fréquences, contrairement à sa technique habituelle, j'ai pu rehausser les médiums, le panoter, ajouter de la réverbération, et ce qui donne ce son étrange et très aérien, qui rappelle les flammes. On y est arrivé grâce à cette distorsion très gutturale. Et je suppose que ça donne cette impression de flammes. »
Outre le message social et engagé du texte, House Burning Down souligne également chez Hendrix cette obsession de chercher à reproduire des effets sonores en 3D. Sa guitare qui n'est que le vecteur de ses émotions, doit lui permettre de transmettre ses idées, ses sentiments, sa perception de la réalité. Sa représentation des flammes arrive à émouvoir l'auditeur et le message devient clair, à l'instar de la réinterprétation de l'hymne américain au festival de Woodstock en août 1969. Peu de guitaristes parviendront à s'exprimer de façon aussi radicale.

## Personnel
- Jimi Hendrix : chant, guitares, basse, chœurs, production
- Mitch Mitchell : batterie, chœurs
- Eddie Kramer et Gary Kellgren : ingénieurs du son